# Olle Ljunggren
Nils Olov „Olle“ Ljunggren (* 9. Februar 1921 in Osby; † 13. Februar 2003 in Lidingö) war ein schwedischer Mittelstreckenläufer, der sich auf die 800-Meter-Distanz spezialisiert hatte.
1946 wurde er Vierter bei den Leichtathletik-Europameisterschaften in Oslo, und 1948 erreichte er bei den Olympischen Spielen in London das Halbfinale.
1947 wurde er Schwedischer Meister. Seine persönliche Bestzeit von 1:50,1 min stellte er am 22. Juli 1946 in Malmö auf.